# Индекс на вискозитета
Индекс на вискозитета (IB) е число, което изразява способността на дадено масло да запази първоначалният си вискозитет при градиентна промяна на температурата от 50 до 100 °C. Той е относителна величина, която показва степента, до която вискозитетът на дадено масло се променя с температурата и определя стръмността на графичната зависимост на кинематичния вискозитет от температурата. Колкото по-висока е числената стойност на IВ, толкова по-равна е графиката на тази характеристика, т.е. колкото по-голям е индексът на вискозитет, толкова по-малко вискозитетът на маслото зависи от температурата.
Индексът на вискозитет е важен критерий на маслото. Колкото е по-малък индексът, толкова маслото е по-податливо на промяна на вискозитета вследствие на изменението на температурата – нещо отразяващо се отрицателно на неговите смазочни свойства. Масло с по-висок индекс на вискозитет има по-добра течливост при ниски температури (студен старт) и по-висок вискозитет при работна температура на двигателя. За всесезонни масла и някои хидравлични масла (течности) се изисква висок индекс на вискозитет. Висококачествено е масло с голям индекс на вискозитета.

## Определяне на индекса на вискозитета
Индексът на вискозитет се определя съгласно ASTM D 2270, DIN ISO 2909, като се използва методиката на Дийн и Дейвис за оценка на индекса на вискозитет. Като стандарти се приемат две еталонни масла. Вискозитетът на първото масло много малко зависи от температурата, графиката на характеристиката е много плоска и индексът на вискозитет се приема на равен на сто единици (IВ = 100). Вискозитетът на второто масло силно зависи от температурата, графиката на характеристиката е много стръмна и индексът на вискозитет се приема на равен на нула единици (IВ = 0). Индексът на вискозитет на изследваното масло се определя чрез сравняване на неговата характеристиката на зависимостта на кинематичния вискозитет от температурата с тези на еталонните масла. При 100 ° C вискозитетът и на референтните масла, и на тестовото масло трябва да бъде еднакъв. Скалата на индекса на вискозитет се получава чрез разделяне на разликата във вискозитета на еталонните масла при 40 ° C на 100 равни части. Индексът на вискозитет на изследваното масло се определя по скалата след определяне на неговия вискозитет при температура 40 ° C и ако индексът на вискозитет надвишава 100, той се намира чрез изчисление по специални формули.
Индексът на вискозитет може да бъде изчислен по следната формула:
{\displaystyle \mathrm {IB} =100{\frac {H-U}{H-B}}}
където U е кинематичният вискозитет на маслото при 40 ° C (104 ° F); H и В са кинематични вискозитети при 40 ° C на еталонните масла, имащи същия вискозитет при 100 ° C (212 ° F) като изпитваното масло: H е на маслото със стръмна характеристика и нисък индекс на вискозитет IB=0, а В е на маслото с плоска характеристика и висок индекс на вискозитет IB=100. Стойностите на H и B могат да бъдат намерени в ASTM D2270. 

## Класификация
Скалата на индекса на вискозитета е създадена от Дружеството на автомобилните инженери (SAE). Температурите, избрани произволно за справка, са 38 и 99 ° C (100 и 210 ° F). Първоначално скалата е интерполирана между 0 за нафтенов суров петрол от Тексаския залив и 100 за суров парафинен от Пенсилвания. От създаването на скалата се произвеждат и по-добри масла, което води до IВ над 100. В днешно време широко се използват по-качествените базови масла и подобряващи добавки, които увеличават стойността на IВ над 100. Индексът на вискозитет на синтетичните масла варира от 80 до над 400. 
| Индекс на вискозитета | Класификация |
| --------------------- | ------------ |
| Под 35                | Нисък        |
| 35 дo 80              | Среден       |
| 80 дo 110             | Висок        |
| Над 110               | Много висок  |
Индексът на вискозитет силно зависи от молекулярната структура на съединенията, съставляващи базовите минерални масла. Най-високият индекс на вискозитет се открива в парафиновите базови масла (около 100), в нафтеновите масла - много по-ниски (30-60) и в ароматните масла - дори под нулата. Тъй като маслата се рафинират, техният индекс на вискозитет има тенденция да се увеличава, което се дължи главно на отстраняването на ароматните вещества от маслото. Хидрокрекингът е един от основните методи за производство на масла с висок индекс на вискозитет. Синтетичните базови масла имат висок индекс на вискозитет: полиалфаолефини - до 130, полиалкиленгликоли - до 150, полиестери - около 150. Индексът на вискозитет на маслата може да бъде увеличен чрез въвеждане на специални добавки - полимерни сгъстители.